# ぺちゃこちゃん
『ぺちゃこちゃん』は、今村洋子による日本の漫画作品。1968年9月号から1978年3月号まで『小学一年生』（小学館）に連載された。

## 内容
小学一年生のちょっぴり太めの女の子ぺちゃこちゃんの日常を描いたほのぼのとした作品。

## 登場人物

### はなの家の人たち
- ぺちゃこちゃん（本名：はなのたかこ）
- まみたん（ぺちゃこちゃんの妹）
- おとうさん
- おかあさん
- あこおばちゃん

### ぺちゃこちゃんの友だち
- いっちゃん（ボーイフレンド）
- ゆうこちゃん

## 単行本
- 若木書房 今村洋子シリーズ 全4巻